# Boulognerskogen, Gävle

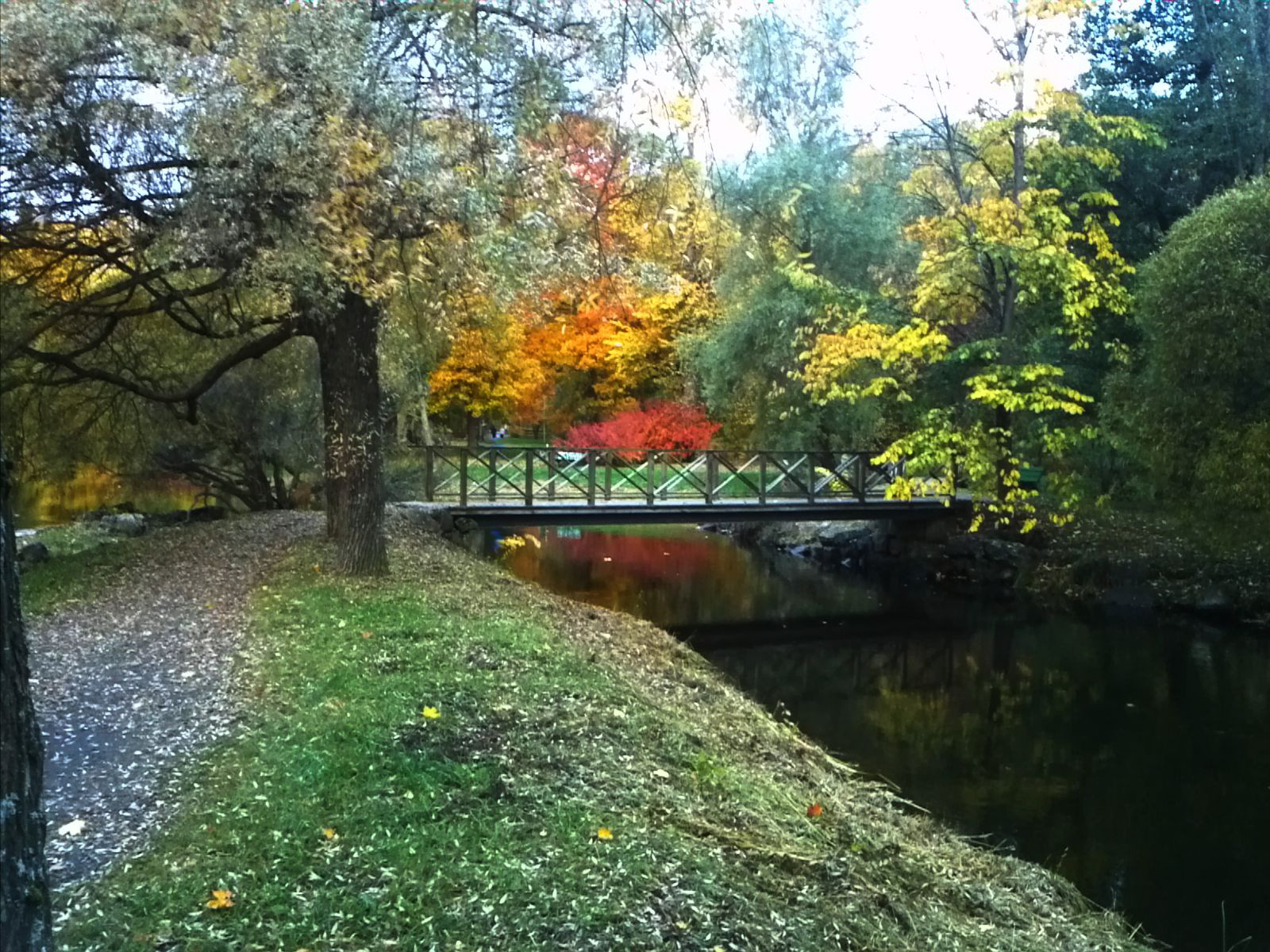
Gavleån i Boulognerskogen.

Boulognerskogen, populärt kallad Boulognern, är en stor park i Gävle.

## Om parken
Boulognerskogen består till största delen av en gles skog med mestadels tall, belägen på en udde som bildas av Gavleån som här gör en skarp krök. Här finns också ett kafé med en utomhusscen, en dansbana, en lekpark, en minigolfbana samt uthyrning av trampbåtar.
Boulognerskogens geografiska belägenhet har varit orsak till mycket förvirring genom åren. Den avgränsas i söder av Gavleån, i väster av Gamla kyrkogården, i norr av Västra vägen och dess östra gräns är en tänkt linje mellan Strömdalens kraftverk och Brändströmsplan. Öster om denna linje ligger parken Stadsträdgården. I vardagligt tal får dock Boulognerskogen beteckna hela parkområdet, från Kvarnbron i öster till Gavleån i väster. 

### Badplats
Det har länge funnits planer på att anlägga en badplats med sandstrand nere vid ån, något som fallit på att vattenkvaliteten varit för dålig. På platsen för den tänkta badstranden byggdes istället en beachvolleyplan.
2014 blev det dock klart att en badplats ska anläggas i tre etapper. 
I etapp ett som inleddes 2014 byggdes en sju meter lång kajbrygga som löper längs med stranden. Det kommer även bli en grillplats med tak och spaljéer. Volleybollplanen flyttas en bit och förses med några mindre läktare. Badet blir även tillgänglighetsanpassat så att rullstolsburna  kan ta sig ner i vattnet.
Etapp 2 innefattar enligt planen bland annat omklädningsbyggnad och utomhusgym. Den sista och tredje etappen ska slutligen göra badplatsen till ett familjebad med en sandstrand. Men när den etappen står färdig är oklart.

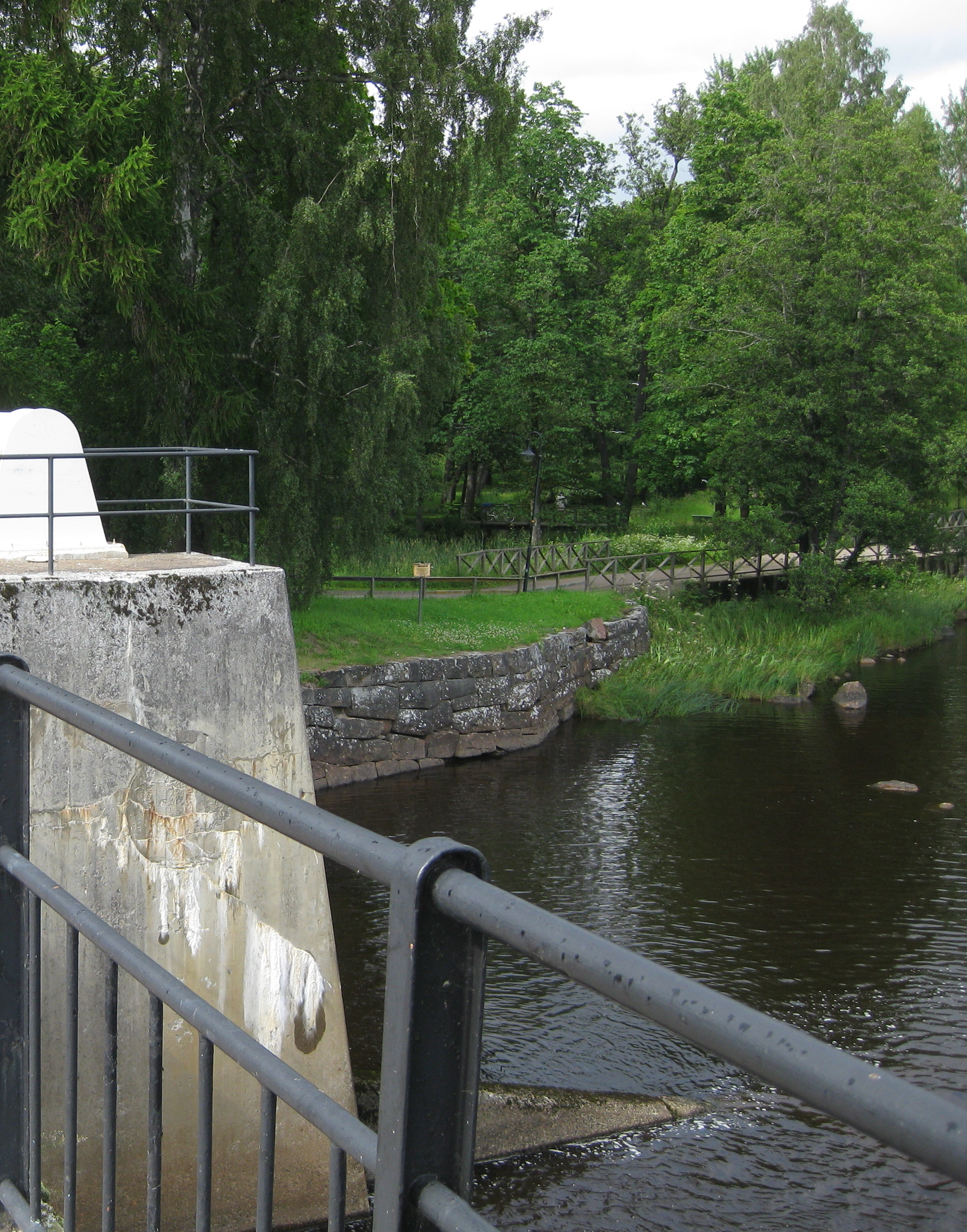
Parken från kraftverket

## Historia
Boulognerskogen kom till år 1865, då staden förvärvade den så kallade Kroknäs hage som ditintills hade ägts av kyrkan. Parken fick namn efter Bois de Boulogne som anlagts i Paris något decennium tidigare och blev snabbt ett populärt utflyktsmål för Gävleborna som tog spårvagnen till ändstationen i Stadsträdgården.
Flera kaféer anlades - när de var som flest fanns fem - och musikevenemang var vanliga under sommarhalvåret. Lek och idrott som krocket, velocipedåkning, och bandy förekom också – den första svenska mästerskapsfinalen i bandy spelades här 1907.